# Brinnitz
Brinnitz, poln. Brynica (1936–1945: Brünne) ist ein Dorf im polnischen Powiat Opolski der Woiwodschaft Oppeln. Das Dorf gehört zur zweisprachigen Gemeinde Lugnian (polnisch Łubniany).

## Geographie

### Geographische Lage

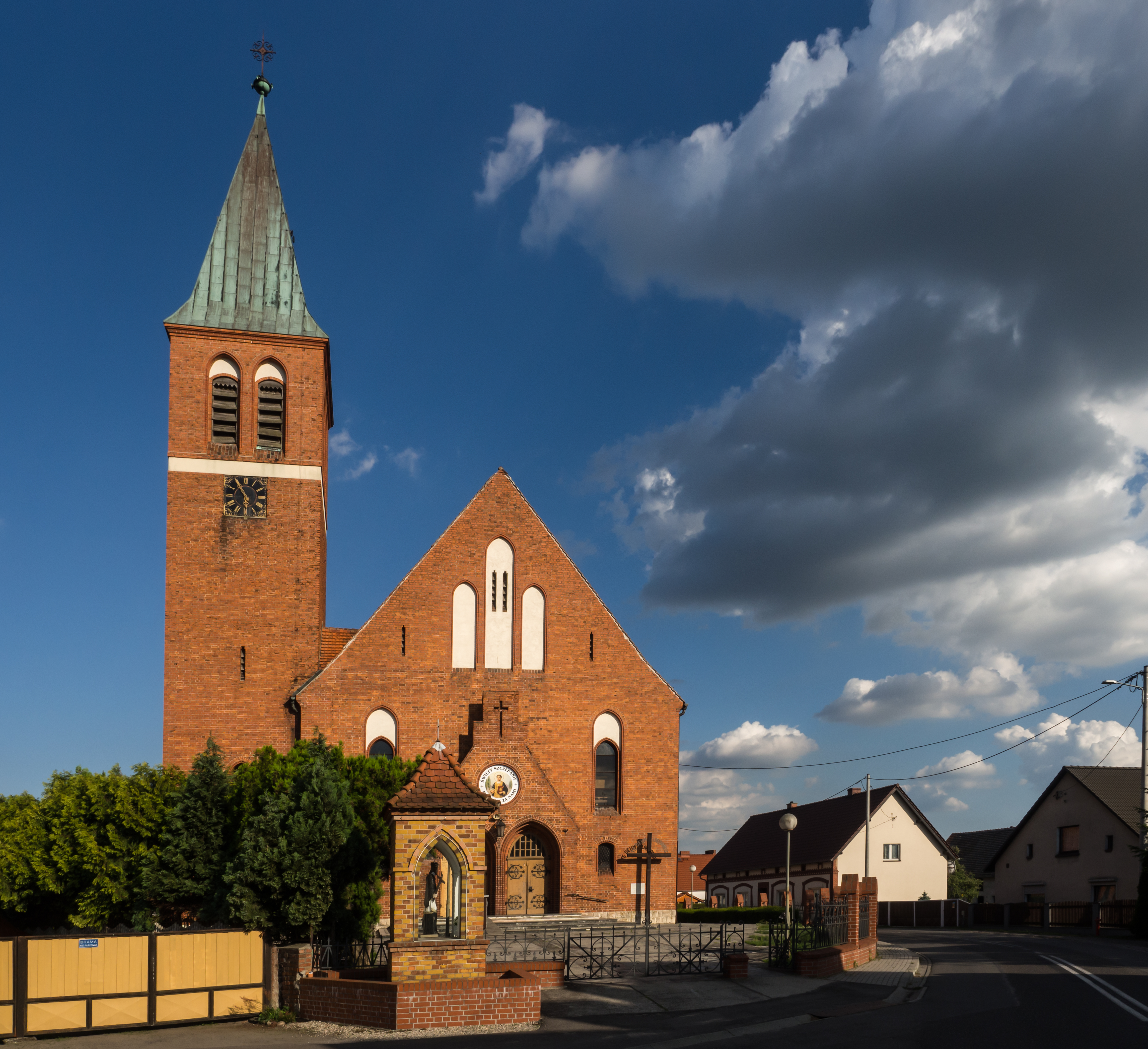
St.-Stephanus-Kirche

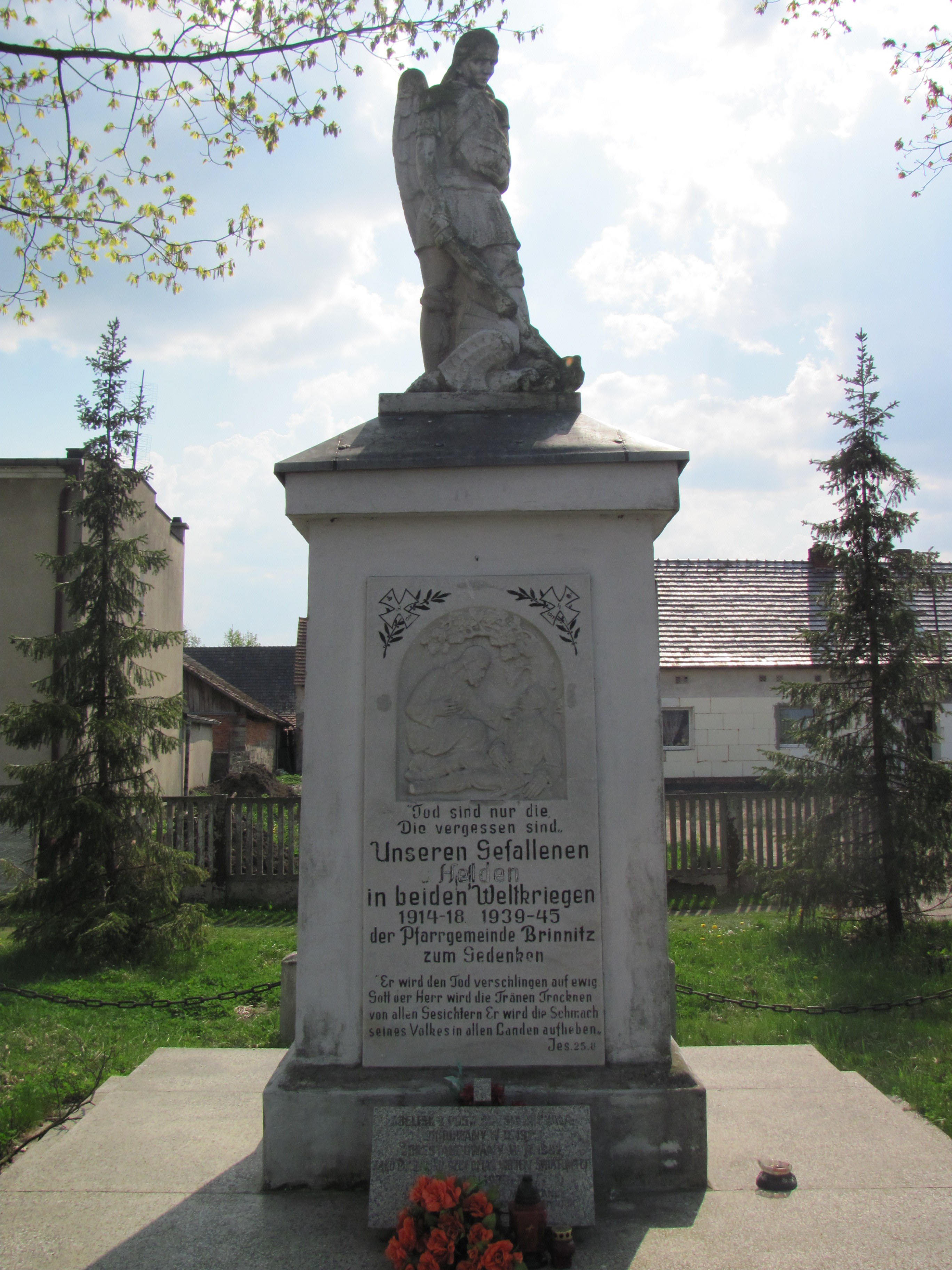
Gefallenendenkmal

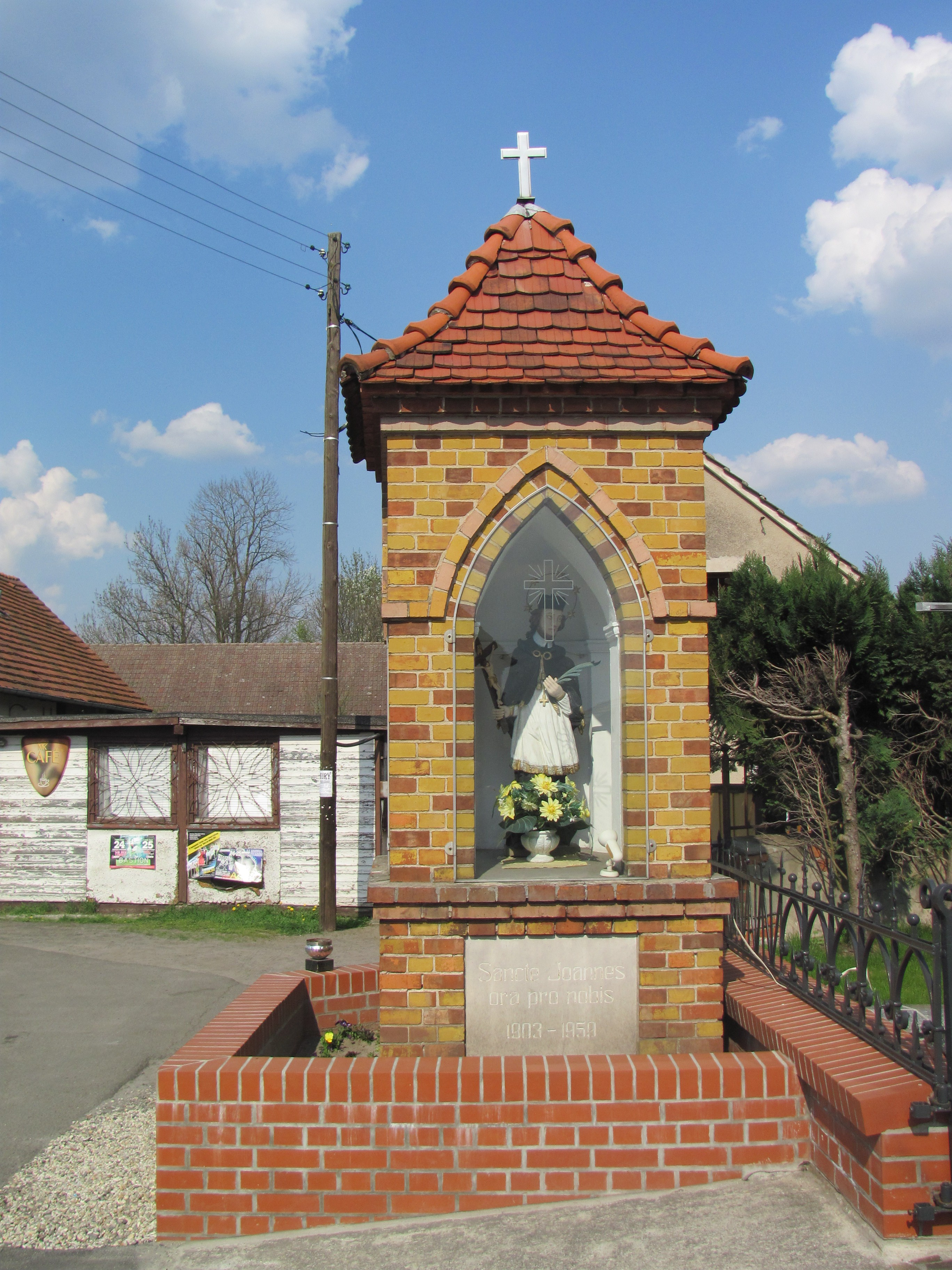
Kapelle des Hl. Johann Nepomuk in Surowina

Brinnitz liegt in der historischen Region Oberschlesien. Das Dorf liegt etwa sechs Kilometer nordwestlich vom Gemeindesitz Lugnian und etwa 16 Kilometer nördlich der Woiwodschaftshauptstadt und Kreisstadt Opole.
Der Ort liegt in der Nizina Śląska (Schlesischen Tiefebene) innerhalb der Równina Opolska (Oppelner Ebene). Im Norden und Osten verläuft der Bach Brynica.

### Nachbarorte
Nachbarorte von Brinnitz sind Grabczok im Norden, Lugnian (poln. Łubniany) und Lugnian Dombrowka (poln. Dąbrówka Łubniańska) im Osten, Horst (poln. Świerkle) und Kupp (poln. Kup) begrenzt.

### Dorfgliederung
Brinnitz zeichnet sich als Dorf mit einigen vereinzelt liegenden Dorfvierteln aus, die Rund um den alten Ortskern verteilt sind. Den ältesten Teil des Dorfes bildet das Viertel „Grodzisko“. Es bildet den alten Dorfkern. Unter anderem befindet sich hier die 1903 erbaute St.-Stephanus-Kirche. Weitere Viertel bilden Górka, Grobla, Grodzisko, Gróbek, Stawisko, Psiska, Podlesie, Podgórze, Surowina und Wojtyla.

## Geschichte
Die Ortschaft wird am 24. März 1333 als Byrnicze in der Gründungsurkunde des Dorfes erwähnt. Der Name geht auf den Begriff brén zurück, welcher schlammiger, lehmiger Fluss bedeutet. In der Urkunde wird die Schenkung des verlassenen Dorfes vom Orden in Czarnowanz an die Gebrüder Wencel und Stanko Cira beschrieben. Daher wird auch angenommen, dass der Ort bereits früher besiedelt gewesen sein, wobei jedoch keine Schriften aus jener Zeit überliefert sind. Es wird vermutet, dass die Bewohner des Dorfes durch Seuchen oder Angriffen der Mongolen getötet wurden. Im Mittelalter soll im alten Ortskern außerdem eine Burg gestanden haben. Weiterhin wird vermutet, dass während der Schlacht bei Tannenberg 1410 ein Ritter aus Brinnitz unter Wieluner Fahne gekämpft haben soll. In den weiteren Jahrhunderten wurde das Dorf mehrmals unter verschiedenen Namen erwähnt, unter anderem 1564 als Brynnicza und 1686 als Bernica.
Nach dem Ersten Schlesischen Krieg 1742 fiel Brinnitz mit dem größten Teil Schlesiens an Preußen. 1743 wird der Ort als Brenitz genannt. Im 18. Jahrhundert befanden sich im Dorf zwei Vorwerke, eine Schule, eine Glashütte sowie die hölzerne St.-Stephanus-Kirche, welche bereits Ende des 17. Jahrhunderts erbaut wurde.
Nach der Neuorganisation der Provinz Schlesien gehörte die Landgemeinde Brinnitz ab 1816 zum Landkreis Oppeln im Regierungsbezirk Oppeln. 1818 wurde das Pfarrhaus gegenüber der Kirche fertiggestellt. 1845 bestanden im Dorf eine katholische Pfarrkirche, ein Pfarrhaus, eine katholische Schule und 46 weitere Häuser. Im gleichen Jahr lebten in Brinnitz 774 Menschen, davon 19 evangelisch und 14 jüdisch. 1874 wurde der Amtsbezirk Brinnitz gegründet, welcher aus den Landgemeinden Brinnitz und Grabonk bestand.
Zu Beginn des 20. Jahrhunderts wurde die alte hölzerne Kirche abgerissen und durch die zwischen 1901 und 1904 erbaute neugotische Kirche ersetzt. Bei der Volksabstimmung in Oberschlesien am 20. März 1921 stimmten 648 Wahlberechtigte für einen Verbleib bei Deutschland und 61 für Polen. Brinnitz verblieb beim Deutschen Reich. 1933 lebten in Brinnitz 1619 Menschen. Am 19. Mai 1936 wurde der Ortsname in Brünne geändert. 1939 zählte Brünne 1598 Einwohner. Bis 1945 verblieb das Dorf beim Landkreis Oppeln.
Am 21. Januar 1945 marschierte die Rote Armee in das Dorf ein. Dabei wurden einige Gebäude in Brand gesteckt und zerstört. Danach kam der bisher deutsche Ort unter polnische Verwaltung und wurde in Brynica umbenannt und der Woiwodschaft Schlesien angeschlossen. 1950 kam der Ort zur Woiwodschaft Oppeln. 1999 kam der Ort zum wiedergegründeten Powiat Opolski.

## Sehenswürdigkeiten
- Die römisch-katholische St.-Stephanus-Kirche (poln. Kościół św. Szczepana) wurde zwischen 1901 und 1904 im neugotischen Stil erbaut. Die barocke Ausstattung stammt aus dem 18. Jahrhundert aus dem Vorgängerbau. Der Hauptaltar ist versehen mit einem Gemälde des Hl. Stephanus und einem Gemälde der Hl. Dreifaltigkeit. Das Taufbecken, versehen mit einer Figur des Hl. Johannes des Täufers, wurde 1700 erstellt.[7]
- Erzengel-Michael-Denkmal (Gefallenendenkmal für die Soldaten der beiden Weltkriege)
- Kapelle mit Glockenturm und Gottesmutter-Figur in Gróbek
- Kapelle des Hl. Rochus an der Ulica Powstanców Slaskich
- Kapelle des Hl. Johann Nepomuk in Surowina
- Kapelle mit Glockenturm in Surowina
- Liebfrauenkapelle mit Nepomukstatue von 1860 an der Ul. 1-maja
- Gasthaus Hubertus in Surowina

## Vereine
- Fußballverein LZS Brynica – 1951 gegründet[8]
- Freiwillige Feuerwehr OSP Brynicy